# Wilfred Jackson
Wilfred Emmons Jackson (Chicago, 24 gennaio 1906 – Los Angeles, 7 agosto 1988) è stato un regista, animatore e compositore statunitense.

## Biografia
Regista di molti cortometraggi di Topolino e de La gallinella saggia, il cortometraggio di debutto di Paperino, si occupò per la Disney solo di cartoni animati. Il suo lavoro fu molto importante per la Disney, infatti fu lui che riuscì ad aggiungere il sonoro al cortometraggio Steamboat Willie. Anche se malato continuò a lavorare per la Disney e andò in pensione nel 1961.

## Filmografia

### Regista
- Papà Natale (1932)
- Il ragazzo del Klondike (1932)
- Una festa scatenata (1932)
- Topolino campione di football (1932)
- Topolino e il pugile meccanico (1933)
- Il primo amore (1933)
- Fanfara (film) (1935)
- Topolino professore d'orchestra (1936)
- Il rivale di Topolino (1936)
- Il cugino di campagna (1936)
- Biancaneve e i sette nani (1937)
- Pinocchio (1940)
- Fantasia (1940)
- Dumbo - L'elefante volante (1941)
- Bambi (1942)
- Saludos Amigos (1943)
- I tre caballeros (1944)
- Musica maestro (film 1946) (1946)
- I racconti dello zio Tom (1946)
- A Feather in His Collar (1946)
- Lo scrigno delle sette perle (1948)
- Cenerentola (1950)
- Alice nel Paese delle Meraviglie (1951)
- La piccola casa (1952)
- Le avventure di Peter Pan (1953)
- Lilli e il vagabondo (1955)

## Premi

### Vittorie
- Audience Poll Grand Bronze Plate (1951)
- Golden Berlin Bear (1951)
- Windsor McCay Award (1983)

### Candidature
- Leone d'oro (1950)
- Leone d'oro (1951)
- Grand prize of the festival (1953)
- Golden Berlin Bear (1960)